# Microdrosophila bamanpuriensis
Microdrosophila bamanpuriensis är en tvåvingeart som beskrevs av H.B.P. Upadhyay och Singh 2007. Microdrosophila bamanpuriensis ingår i släktet Microdrosophila och familjen daggflugor. Inga underarter finns listade i Catalogue of Life.